# Chapelle du Saint-Esprit de Rue
Pour les articles homonymes, voir Chapelle du Saint-Esprit.
La chapelle du Saint-Esprit de Rue est une chapelle latérale édifiée sur le côté nord de l'ancienne église Saint-Wulphy détruite en 1827, pour la vénération du Saint Voult. Elle est construite au XIVe siècle, embellie et agrandie entre 1440 et 1515. Elle constitue un des trois édifices majeurs de l’art gothique flamboyant picard avec la collégiale Saint-Vulfran d'Abbeville et l’abbatiale de Saint-Riquier.

## Situation
Située place Anatole Gosselin au cœur du quartier historique de la ville de Rue, proche du beffroi et de la chapelle de l'hospice, elle n'est plus jointe à la nouvelle Église Saint-Wulphy reconstruite en 1830 au sud de la chapelle. Sa façade borde l'ancienne place des marchés, place centrale de la ville médiévale avec l'entrepôt des vins, le magasin de sel et la manufacture de draps.

## Histoire

### Le crucifix miraculeux, pèlerinage et reliques
La légende rapporte que le premier dimanche de l’an 1101, un habitant de Rue, qui est alors un port actif sur la Maye dans la baie de Somme, découvre une barque échouée sur le rivage, portant un grand crucifix de bois venant de Jérusalem réputé être un des trois crucifix acheiropoïète sculptés par Nicodème dont le plus célèbre est le crucifix de Lucques. Cet évènement survient deux siècles après la captation des reliques de saint Wulphy par l'abbaye Saint-Saulve de Montreuil alors qu'elles étaient déjà sources d'un pèlerinage et d'une dévotion régionale. Installé dans l'église de Rue déjà existante, il devient l'objet d'un pèlerinage réputé qui assure le développement du port et l'essor économique de la ville. Les abbevillois, après avoir obtenu l'appui du parlement de Paris, tentent de s'approprier cette relique convoitée. L'attelage constitué pour le transporter refuse, par l'intervention divine, de franchir les limites de la ville et le rapporte à l'église de Rue. la reconnaissance de la nature miraculeuse du crucifix est attestée par les différentes bulles papales accordant des indulgences aux pèlerins et aux bienfaiteurs par au moins sept papes de la fin du XIIe au XVe siècle; sa nature divine est confirmée par le légat du pape Jean Bertrandi entre 1527 et 1532. Rue passe d'une paroisse à quatre paroisses dès 1207, deux hospices sont construits. le crucifix, d'abord placé dans le chœur est ensuite déplacé dans la chapelle nord de l'église dite du Saint-Esprit, afin de permettre le culte malgré la circulation des pèlerins. cette chapelle est ensuite agrandie et embellie.  
Ce pèlerinage très fréquenté devient princier et royal. Parmi les pèlerins illustres sont cités la reine Jeanne de Dammartin épouse de Ferdinand III de Castille vers 1250, sa fille Éléonore comtesse de Ponthieu et son mari le roi Édouard Ier (roi d'Angleterre) en 1282, Isabelle de Portugal et son mari Philippe le Bon duc de Bourgogne entre 1432 et 1464. Les rois de France s'y succèdent, le plus assidu et principal donateur est Louis XI ainsi que son épouse Charlotte de Savoie, il est le commanditaire de certains travaux dont certains visent à privatiser le culte dans la chapelle pour son usage. À sa suite sont cités Charles VIII en 1494, Louis XII, Louis XIII et Louis XIV accompagnés des cardinaux Richelieu et Mazarin. À ces occasions, le trésor s'enrichit d'objets précieux et des rentes et donations permettent la reconstruction et la décoration de la Chapelle.
En 1791, le trésor est pillé et le crucifix brûlé, ce qui met fin au pèlerinage encore très actif au XVIIIe. Seul le bras droit échappe aux flammes. Après avoir été enterré par une aubergiste puis entreposé dans une petite chapelle, il retrouve sa place dans un reliquaire le 5 juin 1859 à l'intérieur de la chapelle du Saint-Esprit enfin rendue au culte .

### Construction, embellissement et restauration
Cette chapelle reçoit d’importantes donations de la part du duc de Bourgogne Philippe le Bon puis, lorsque le Ponthieu et le Marquenterre reviennent à la couronne, de la part des rois Louis XI et Louis XII. En 1479, Philippe de Crèvecœur, chambellan du roi, vend la seigneurerie de Lavier au profit de la chapelle. En définitive, cette chapelle est embellie et agrandie entre 1440 et 1515.
En 1793, la chapelle est pillée et mutilée, mais le bâtiment est préservé lors de la destruction de l’église Saint-Wulphy, dont elle constituait le bas côté nord, en 1827.

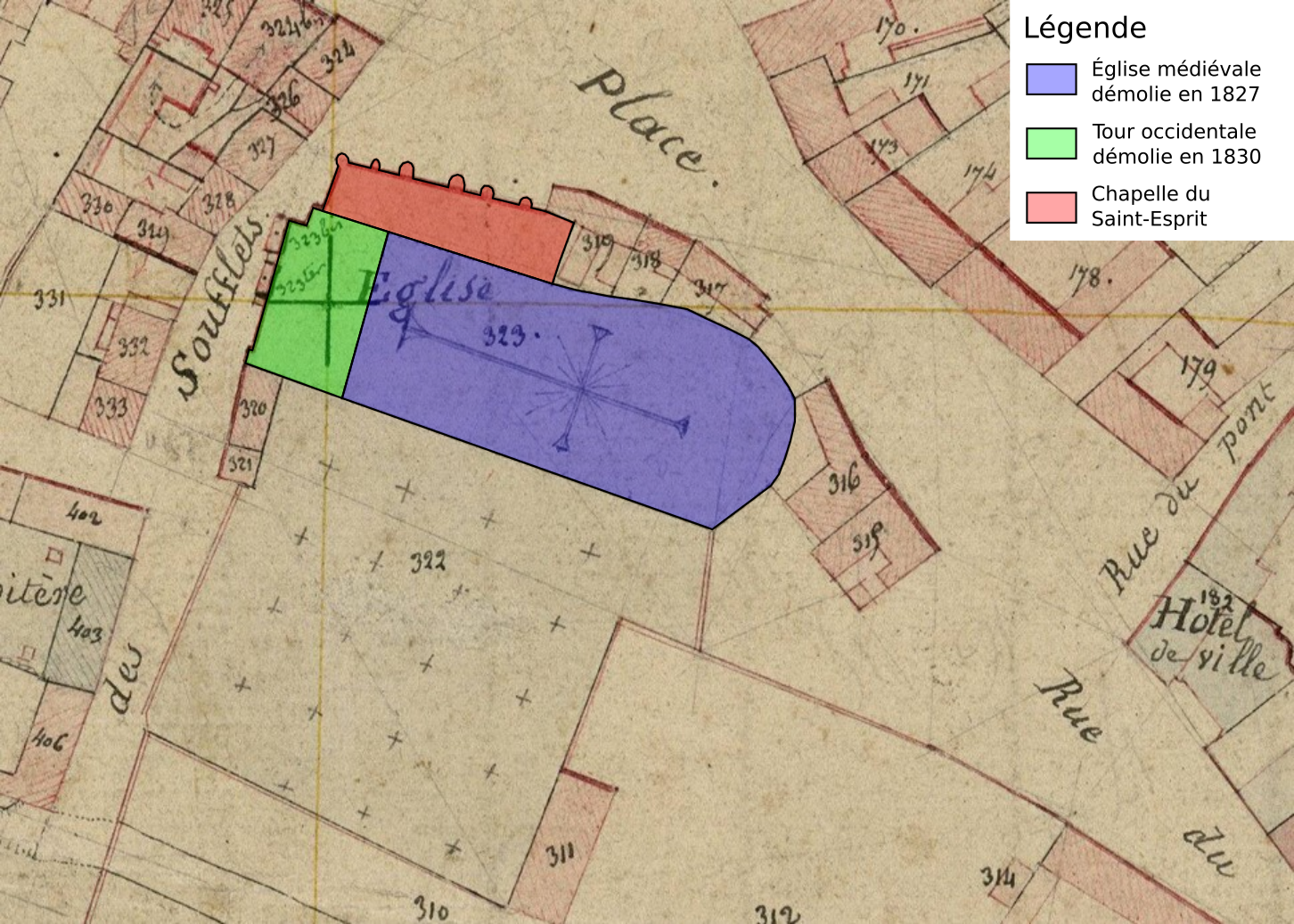
Situation de la chapelle sur le plan napoléonien et date des démolitions de l'ancienne église et de la tour.

La chapelle est classée monument historique sur la première liste de 1840.
La restauration de la chapelle commence en 1839 sous la direction de l'architecte François-Auguste Cheussey puis d'Aymard Verdier en 1851. Enfin, de 1859 à 1871, ce sont les Frères Duthoit qui travaillent à la restauration de l'édifice.

## Architecture et décoration
L’édifice est composé de trois parties : 
- la chapelle rhabillée à la fin du XVe siècle ;
- le portail du début du XVIe siècle ;
- la Trésorerie.

### Le portail
Il a gardé la plupart de sa décoration ancienne. Deux rangs de voussures sont consacrés à la Passion mais les personnages ont été décapités. Les statues du tympan et les scènes des Sept Douleurs sont réalisées par les Frères Duthoit au XIXe siècle. Sur le gâble surmontant le portail, on distingue quatre grandes figures de prophètes.

### La chapelle
Son décor, à la manière flamande, offre une décoration luxuriante. Les trois travées sont séparées par de gros contreforts en éperons, décorés de statues dégradées par l’érosion. On distingue cependant les Mages et la Vierge ;Saint Louis et Louis XI ; la Visitation, l’ange et Zacharie ; Saint Jacques le Majeur et Saint Jean l'Évangéliste ; les quatre pères de l’Église latine et les évangélistes.
La voûte est décorée d’un réseau de nervures sculptées  et de clefs pendantes décorées de statuettes.
On y conserve de pieuses reliques.
Le portail de la chapelle, ajouré, avec des voussures décorées de scènes mutilées, relate l’histoire du crucifix sous des coquilles de style Renaissance.

### La Trésorerie
Les deux salles sont éclairées par de petites fenêtres basses et par une grande baie flamboyante. Le portail s’ouvre sur une sorte de narthex dont la voûte élevée est ornée d’une clef pendante remarquable, refaite après sa chute en 1960. Le mur est percé à droite des deux portes de la Trésorerie sous un réseau de filets verticaux aux dais effilés.
Dans la Trésorerie basse, une porte du XVe siècle donne sur un escalier donnant accès à la Trésorerie haute qui est ornée d’un retable de pierre abondamment sculpté où se distinguent : l’Annonciation, l’Adoration des bergers, l’Adoration des Mages, la Circoncision de Jésus.

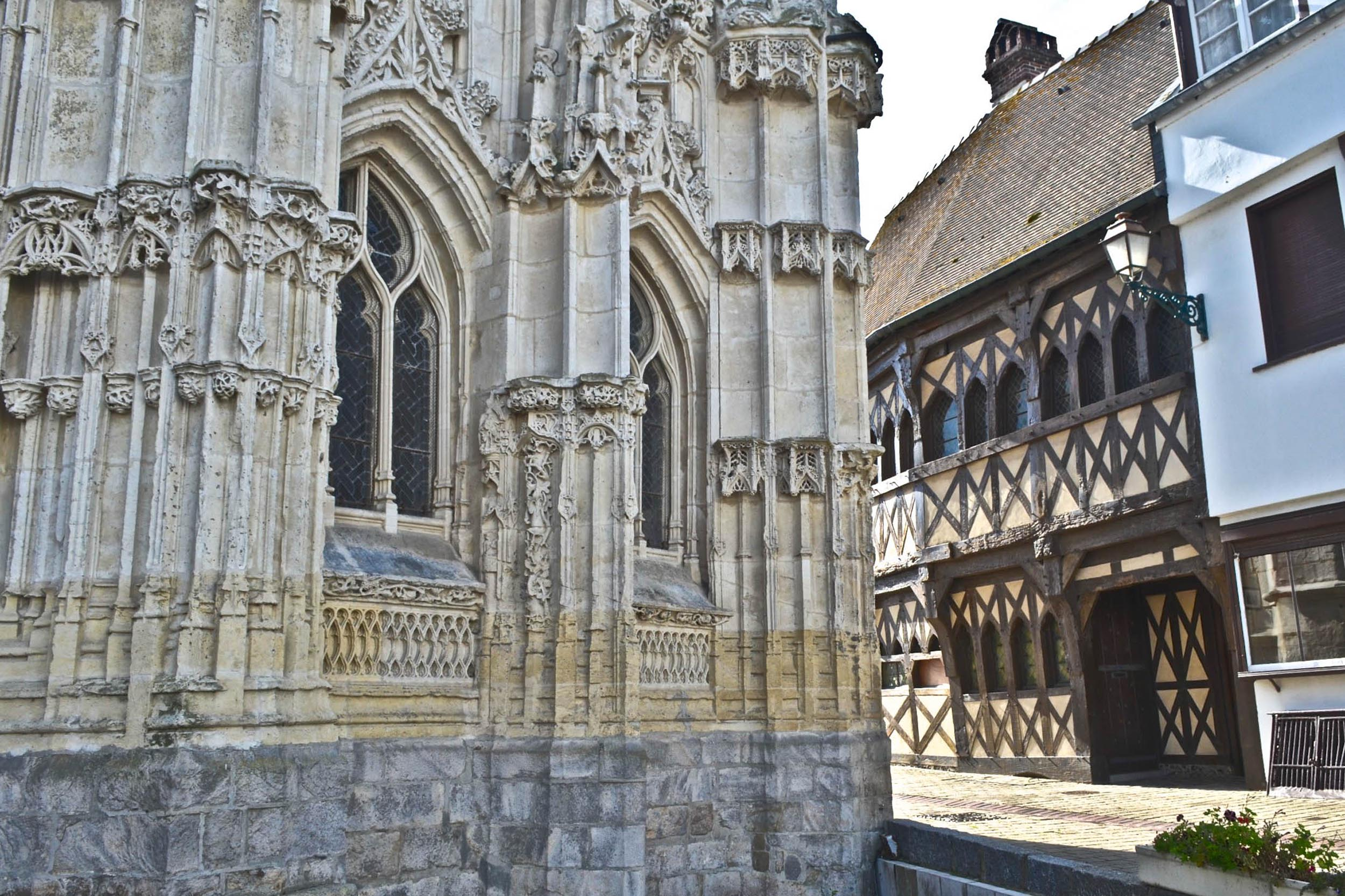
Chapelle Saint-Esprit, extérieur et maison médiévale.
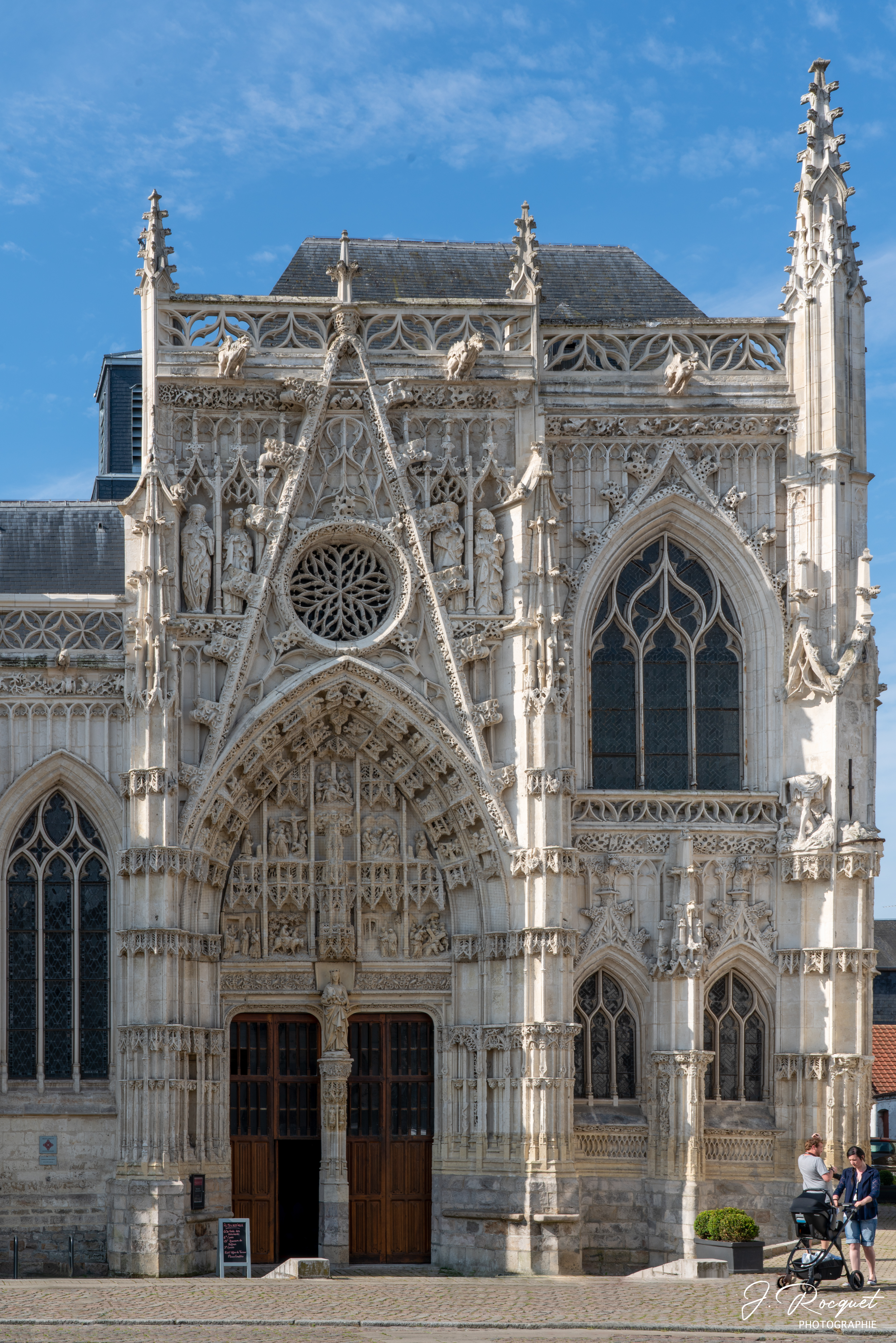
Façade de la chapelle.
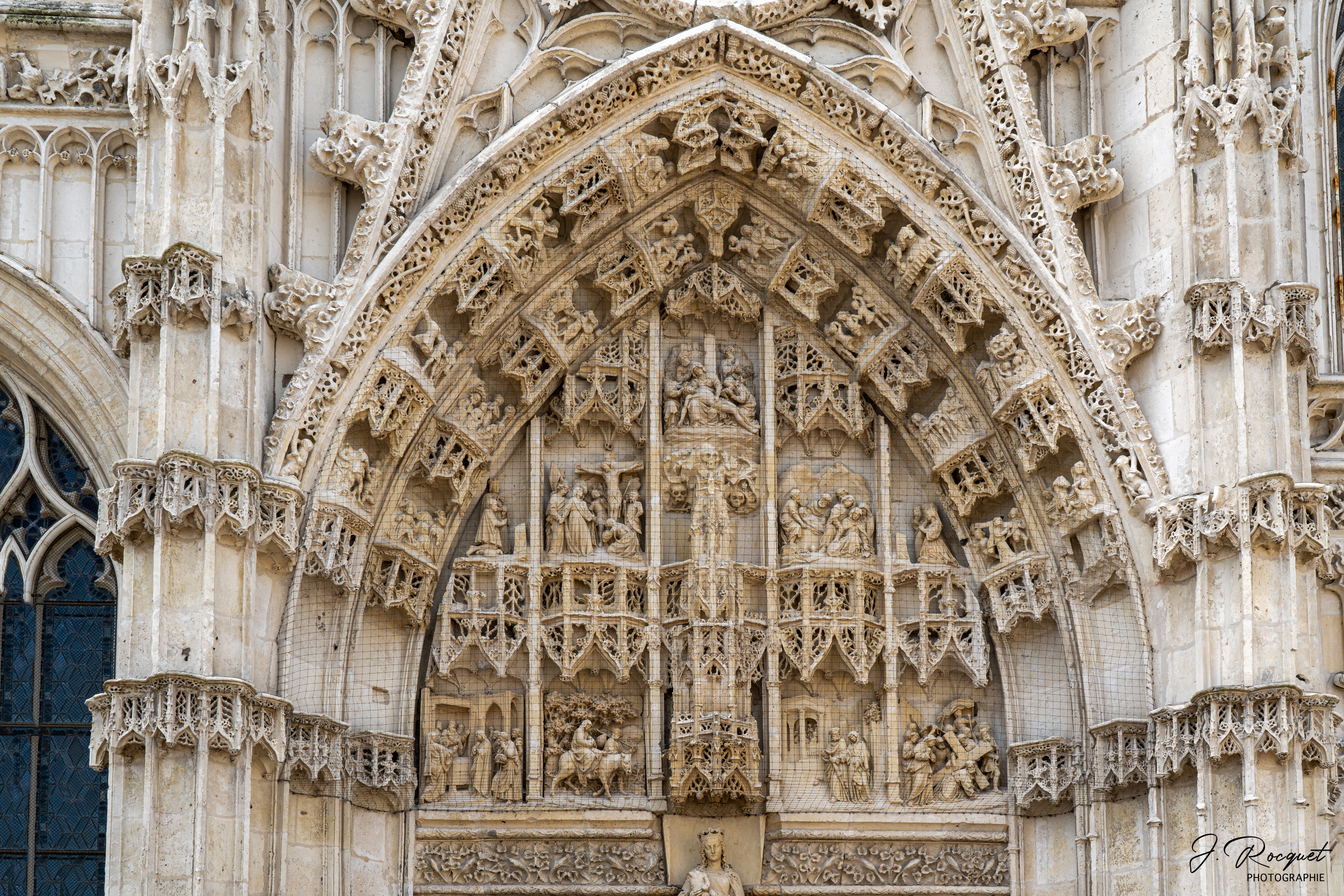
Détails du tympan.
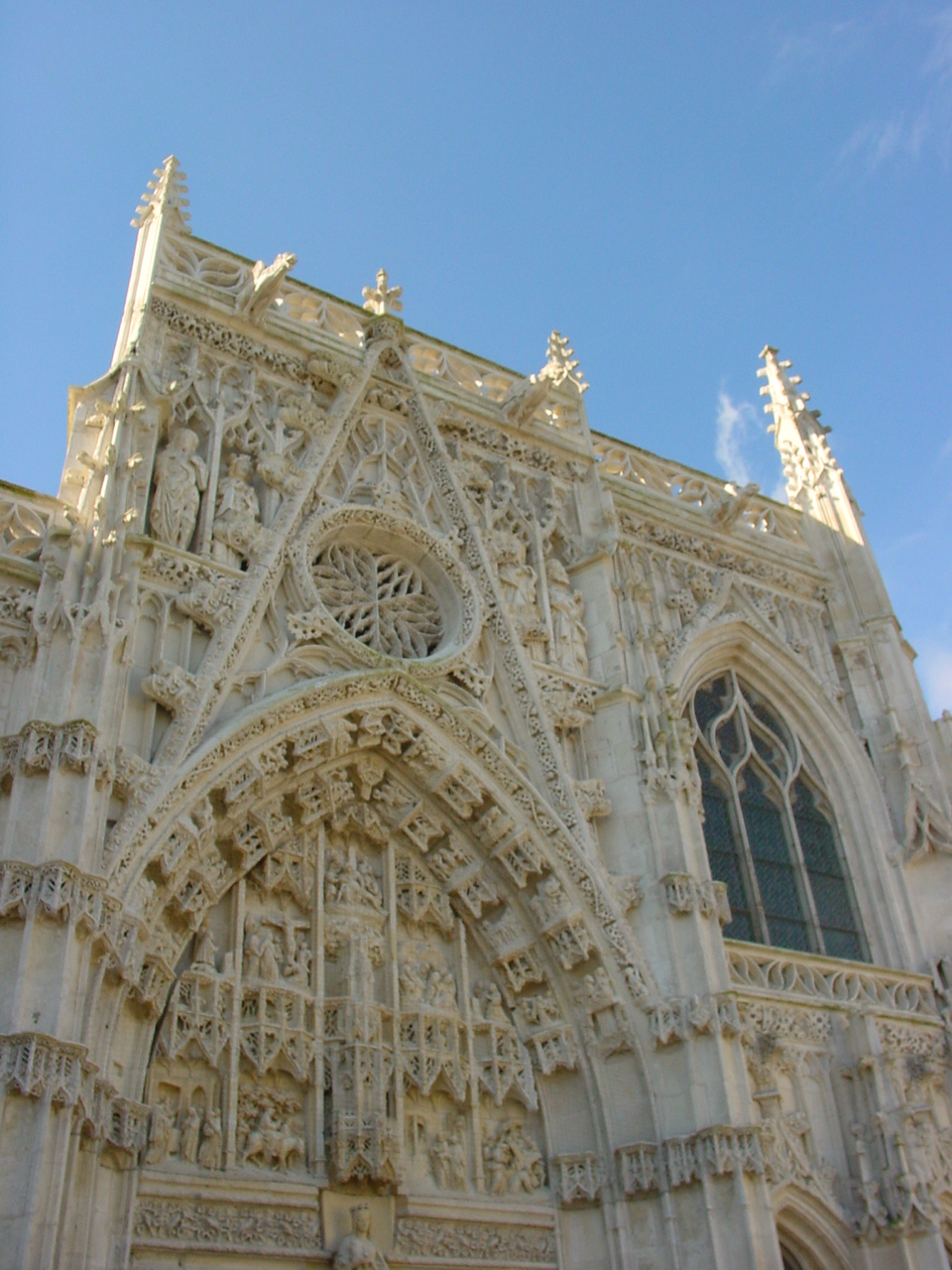
La chapelle du Saint-Esprit (1440-1514).
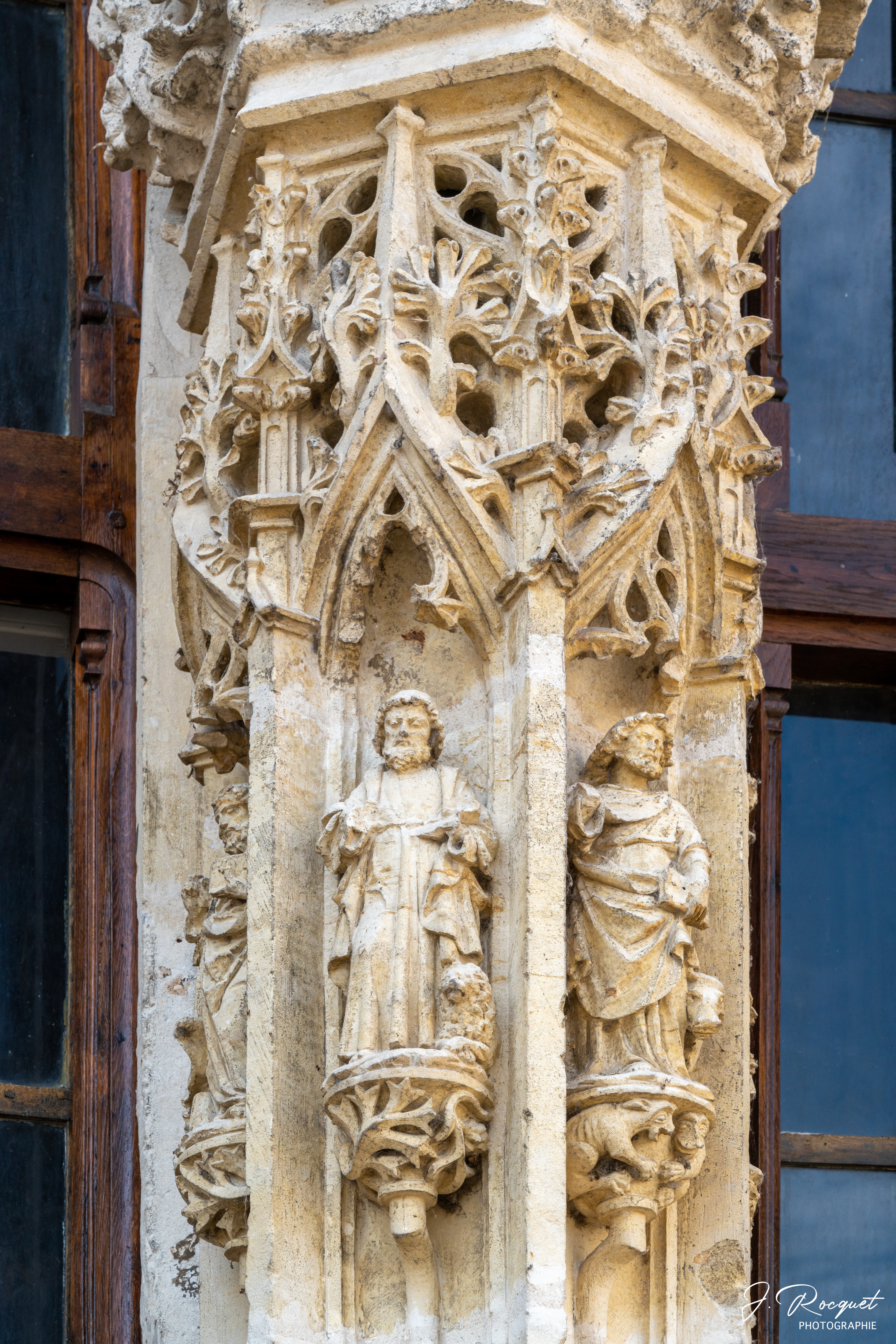
Statues sur un des piliers de la façade.
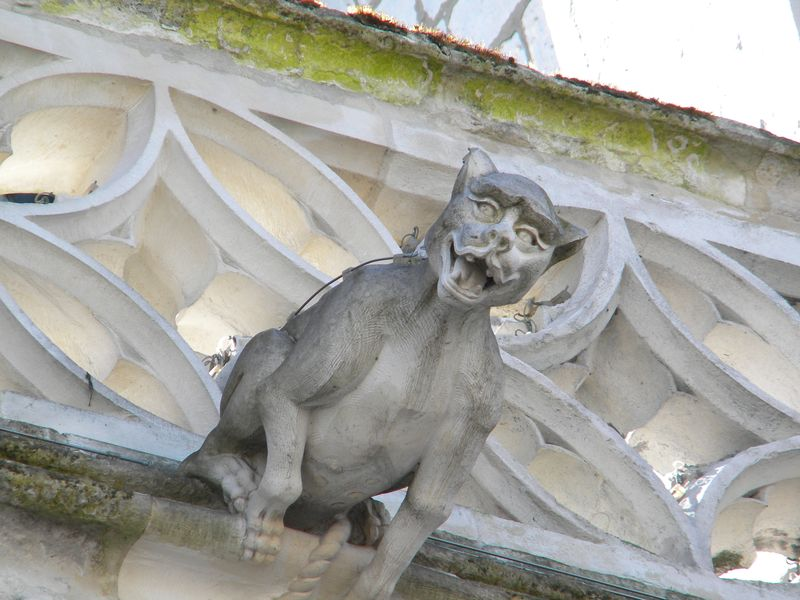
Gargouille - détail de la façade.
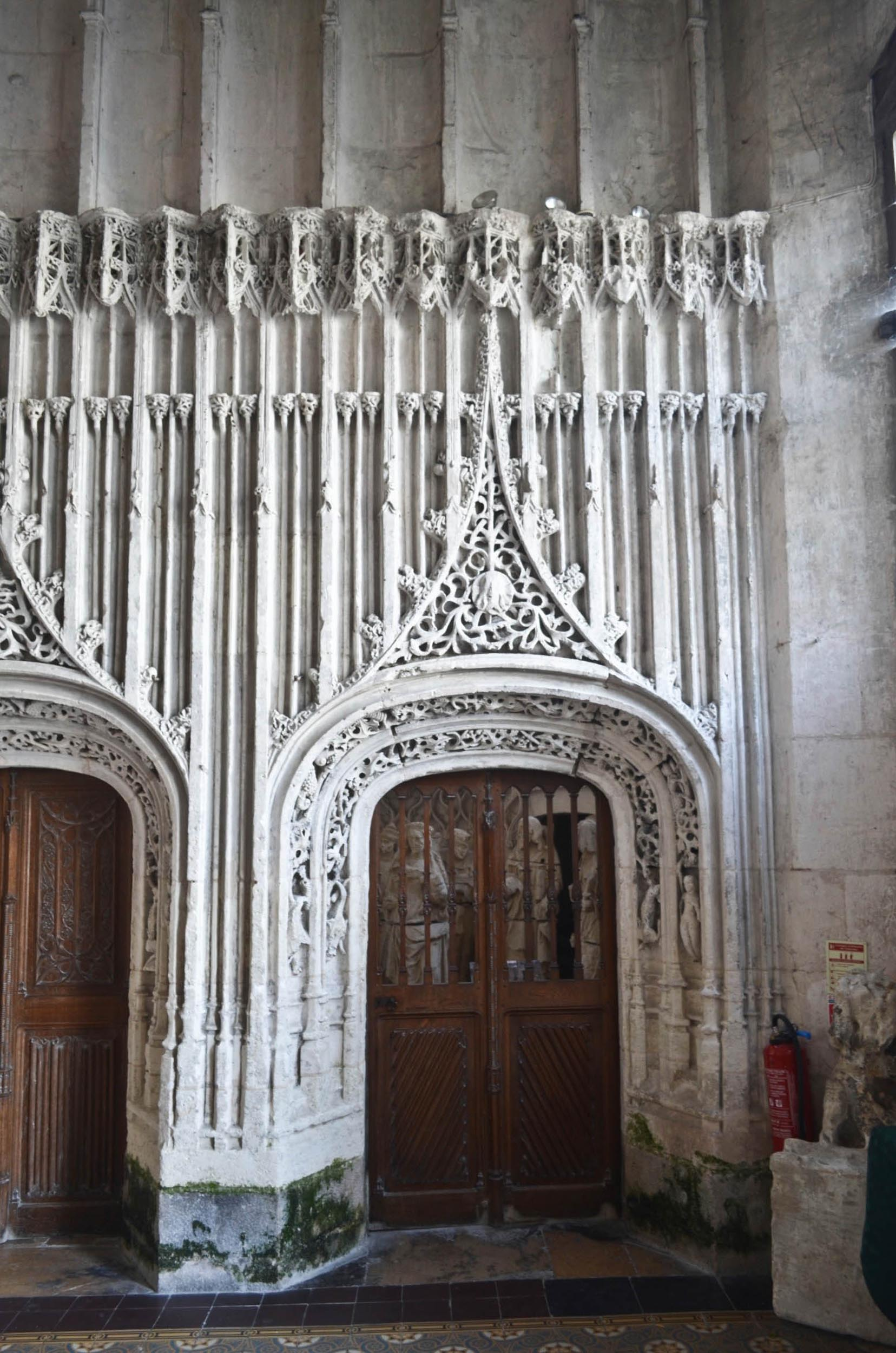
Chapelle Saint-Esprit, intérieur.
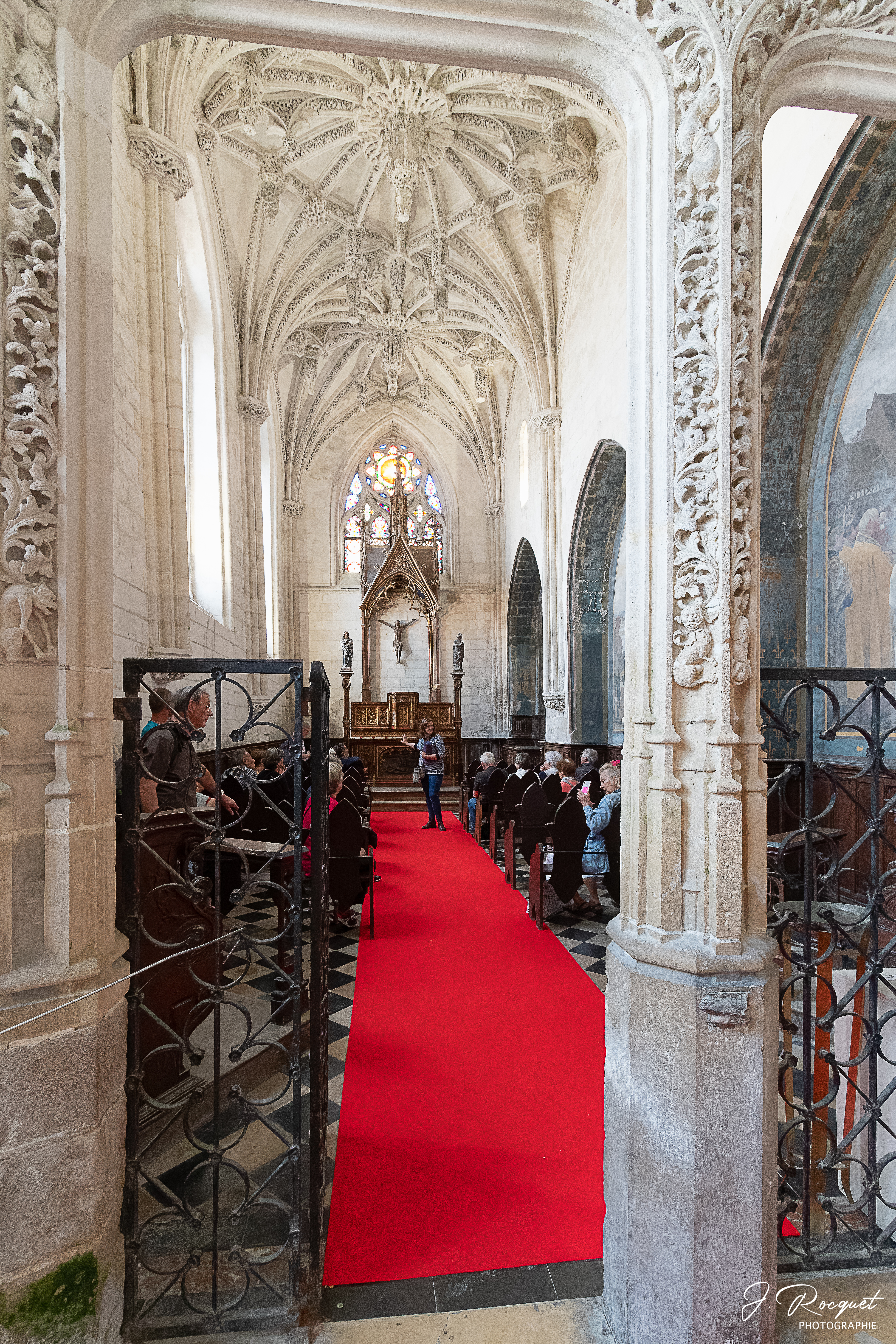
Entrée de la chapelle.
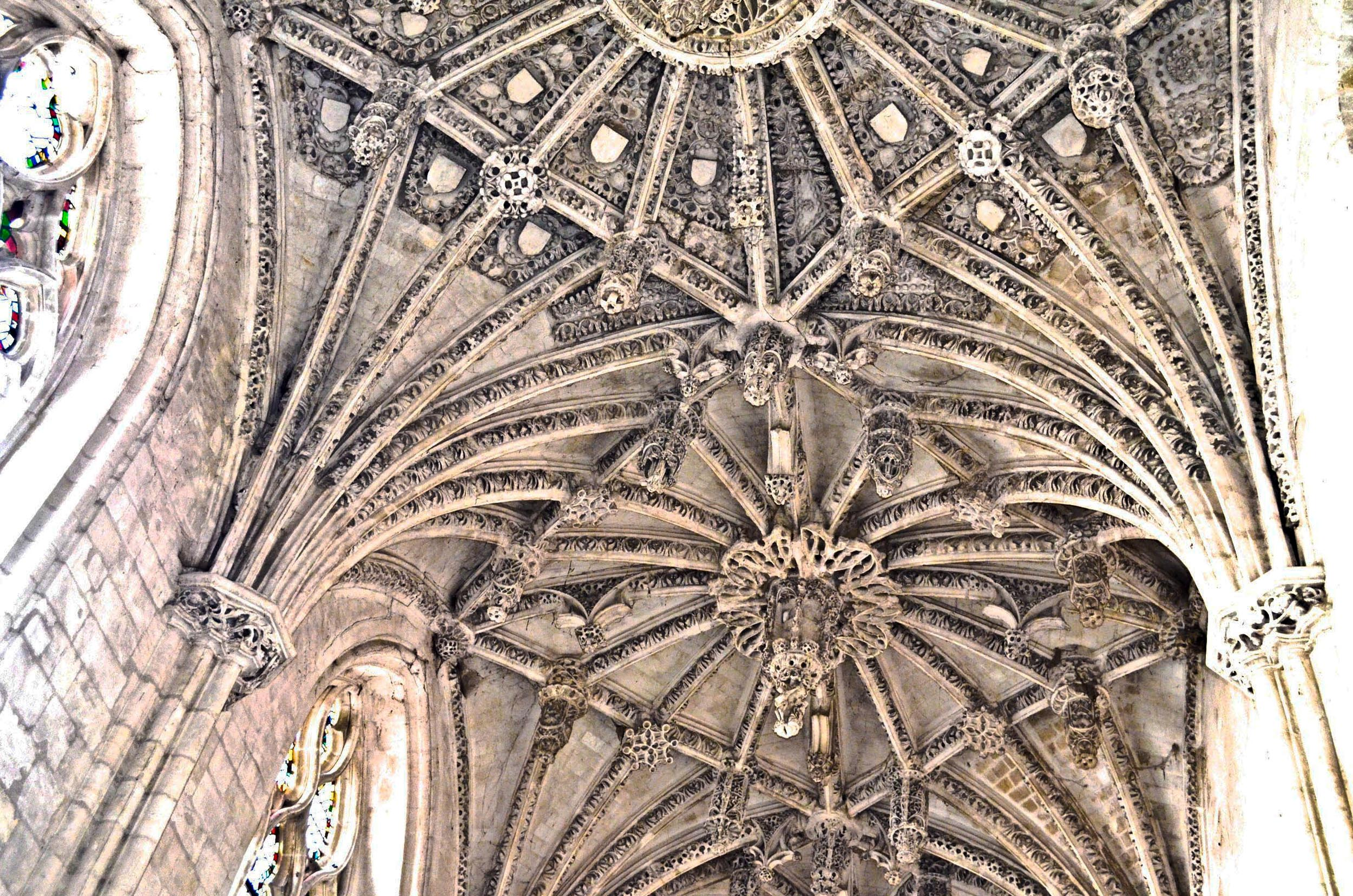
Chapelle Saint-Esprit, voûte à clés pendantes.
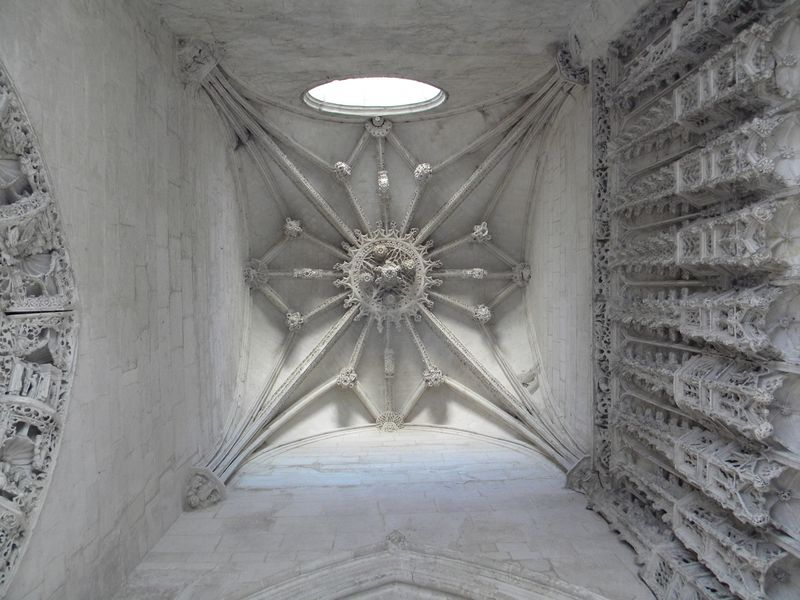
Clef de voûte.
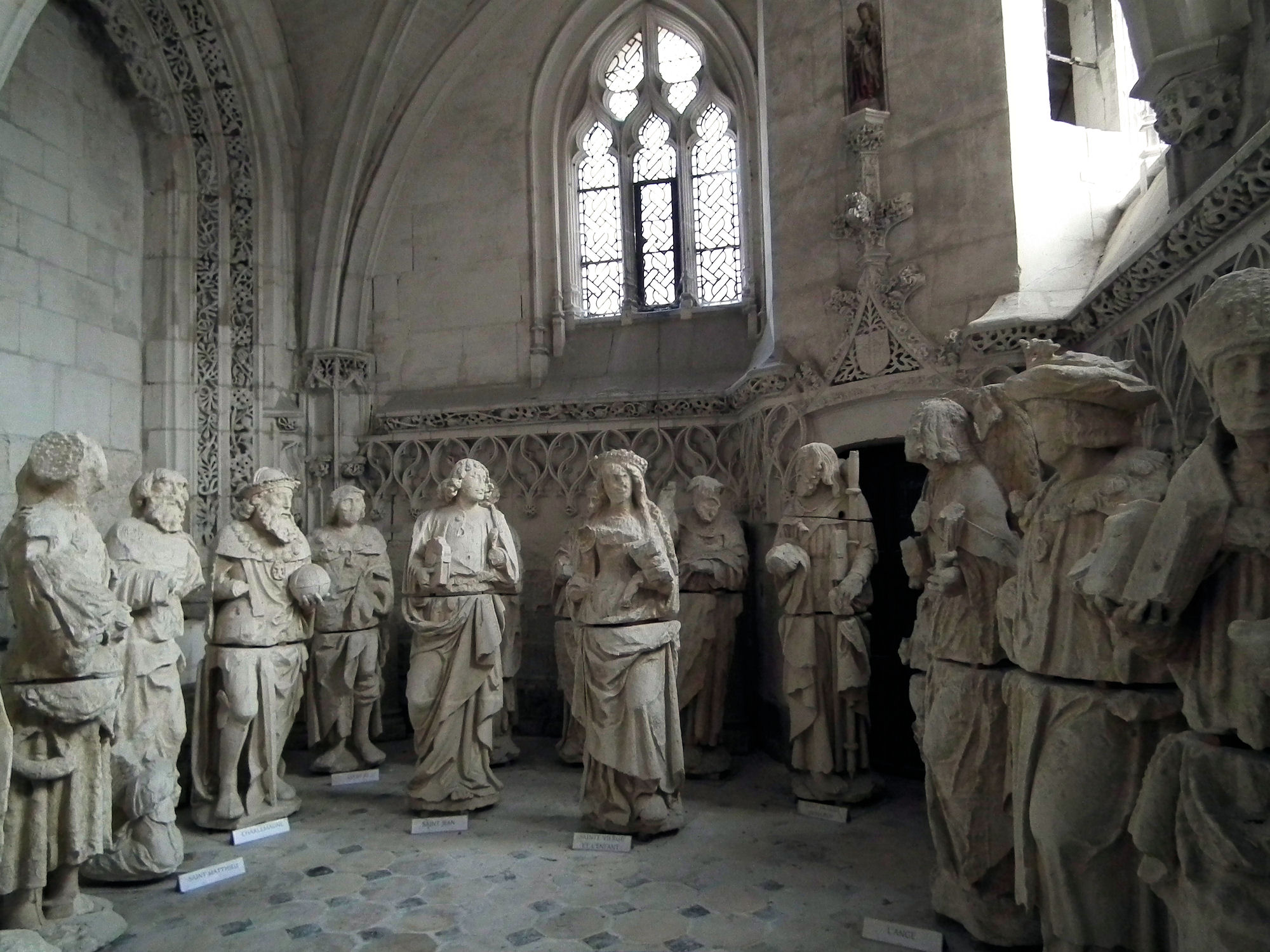
Statues.
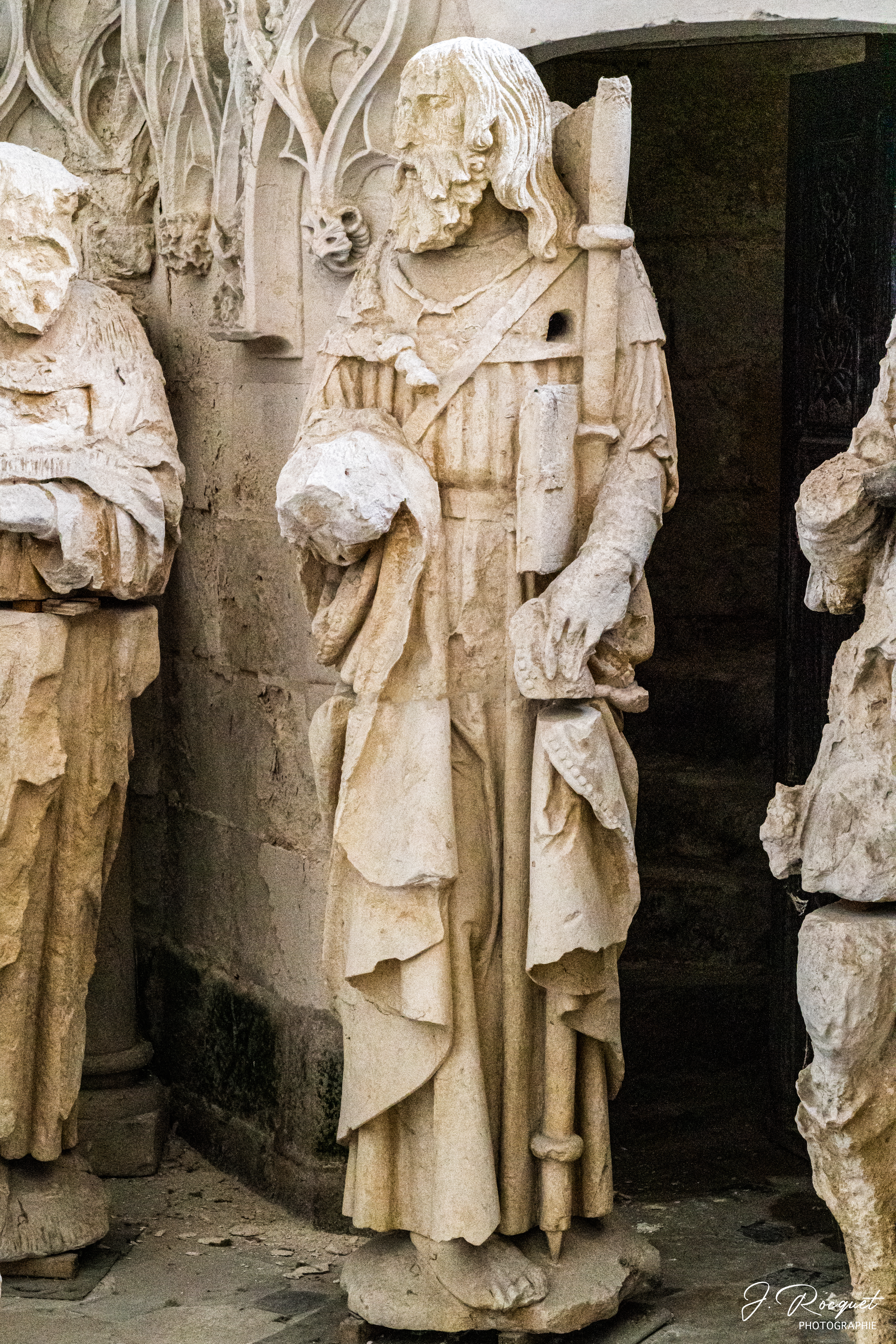
Statue de Saint Jacques.
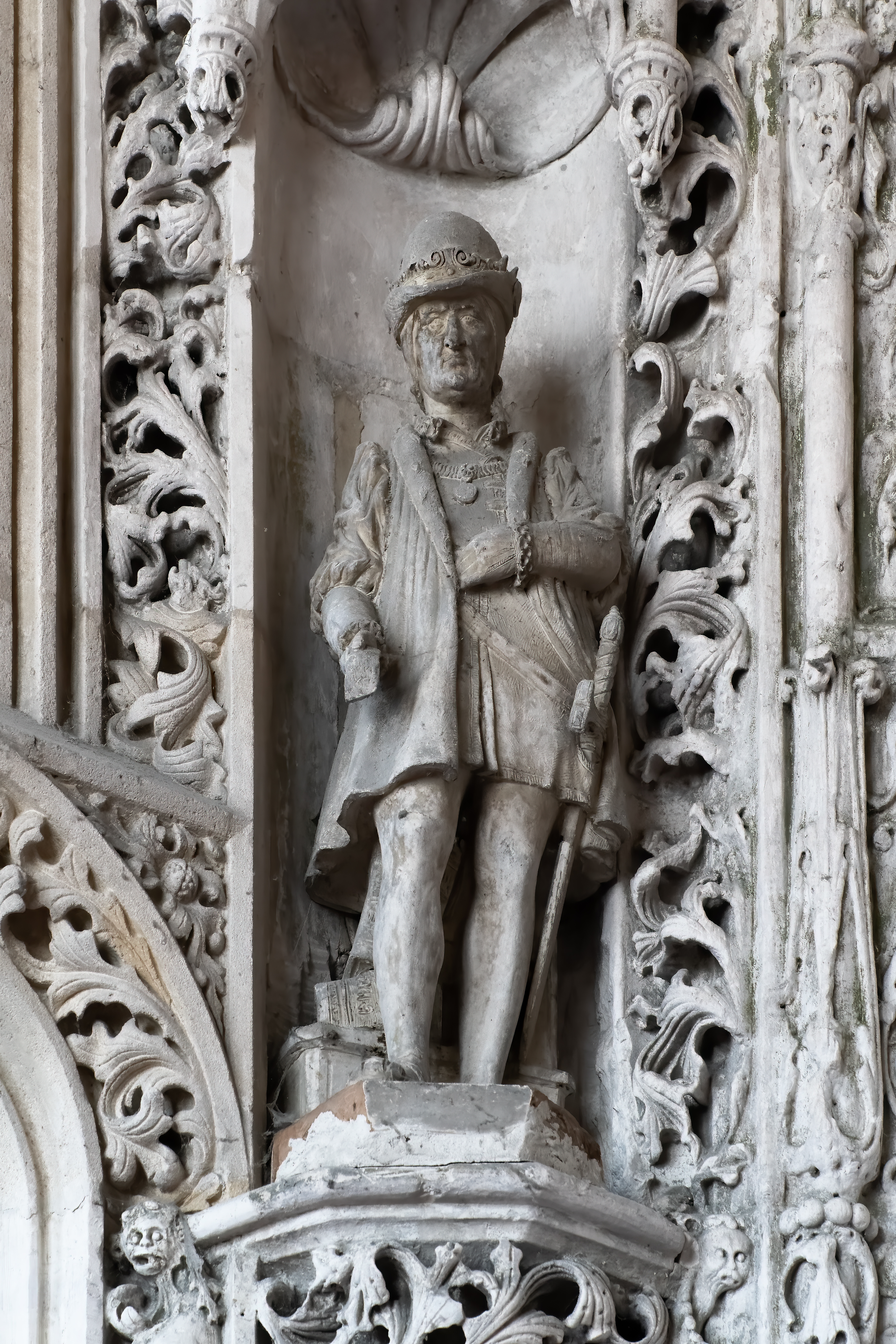
Statue de Louis XI.
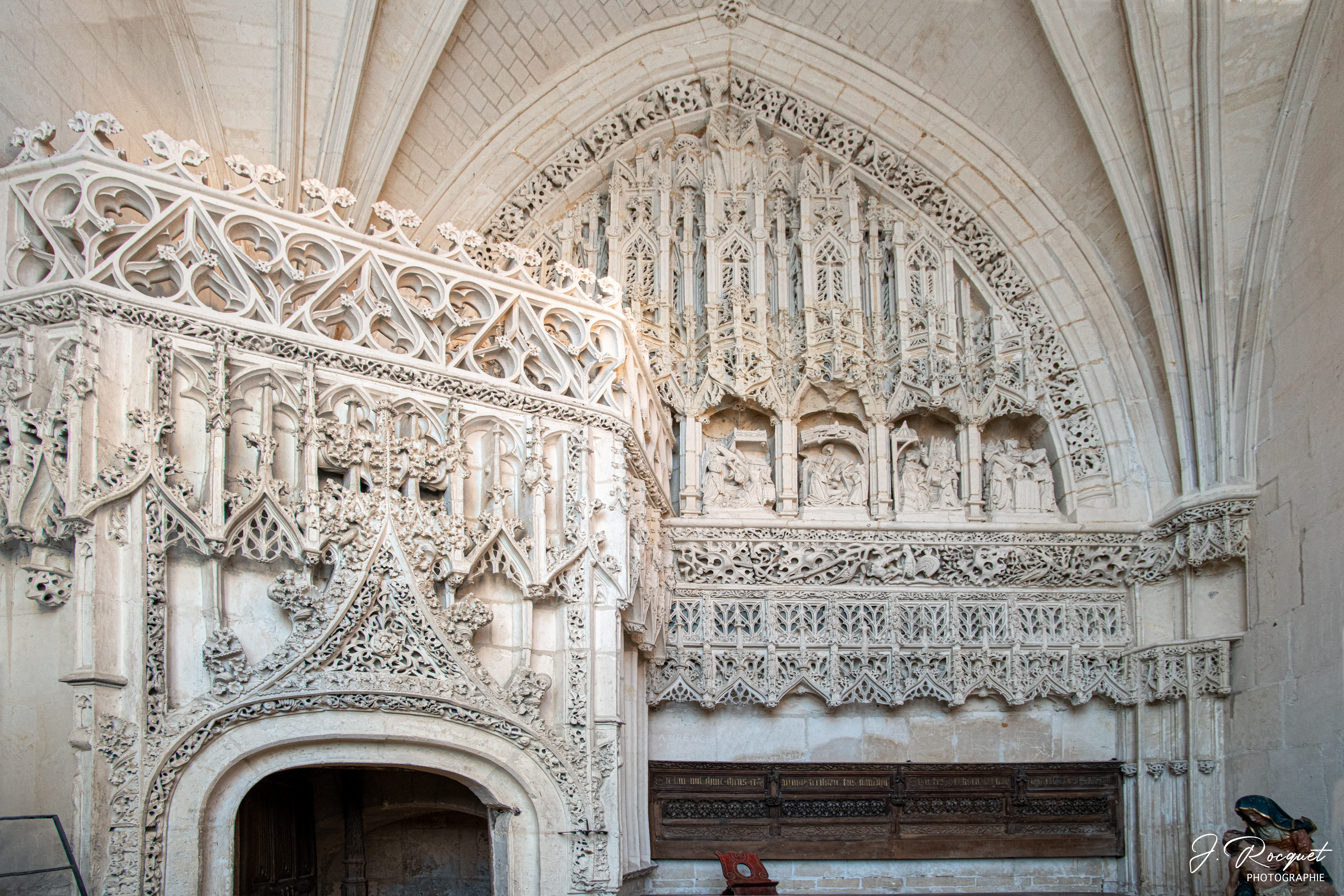
La Trésorerie Haute.

## Pour approfondir